# Географія (журнал)
«Географія» — український науково-методичний журнал для вчителів географії. 

## Історія та зміст
Заснований у 2003 році в Харкові видавничою групою «Основа» за сприяння МОН України, Інституту педагогіки НАПНУ, Київського столичного університету ім. Б. Грінченка. Виходив двічі на місяць українською мовою. Видання припинено в 2020 році.
Основні рубрики: «Відкритий урок», «Скарбничка досвіду», «Педагогічна рада», «Після уроків», «Слово науковця», «Terra incognita», «Методичний банк» тощо. Виходив книжковий додаток — «Географія-плюс».
Головний редактор — В. Андреєва (з 2003 року).